# Rebelde (album)
Rebelde è il primo album in studio del gruppo musicale pop messicano RBD, pubblicato nel 2004.
La "title track" è il tema principale della telenovela Rebelde, andata in onda in numerosi paesi.

## Tracce
1. Rebelde – 3:32
2. Sólo quédate en silencio – 3:37
3. Otro día que va – 3:27
4. Un poco de tu amor – 3:24
5. Enséñame – 3:38
6. Futuro ex-novio – 2:57
7. Tenerte y quererte – 3:24
8. Cuando el amor se acaba – 3:18
9. Santa no soy – 3:07
10. Fuego – 2:59
11. Sálvame – 3:43

## Formazione
- Anahí
- Dulce María
- Alfonso Herrera
- Maite Perroni
- Christian Chávez
- Christopher Uckermann